# مستشفى جمال عبد الناصر
مستشفى جمال عبد الناصر هو مستشفى عام حكومي مصري، تابع للهيئة العامة للتأمين الصحي إحدى هيئات وزارة الصحة والسكان، يقع في منطقة الحضرة بحي وسط بمدينة الإسكندرية على مساحة حوالي 24 ألف متر مربع، بدأ العمل على إنشاؤه سنة 1932 واُفتتح رسميًا سنة 1938، يعتبر ثاني أكبر مستشفى بمدينة الإسكندرية بقدرة استيعابية بلغت في يونيو 2022 حوالي 638 سرير، وأُجري به أكثر من 10 الآف عملية جراحية خلال سنة 2019، ويستقبل في متوسط 500 مريض يوميًا من محافظات الإسكندرية، مطروح، البحيرة، وكفر الشيخ.

## التاريخ
تعود فكرة إنشاء المستشفى إلى اليوناني "تيوخارى كوتسيكا" وهو رجل أعمال ورئيس الجالية اليونانية في مصر، حيث انفجرت غلايه في عامل بمصنع الكحوليات المملوك له وتوفى قبل وصوله إلى أقرب مستشفى، فحزن لذلك وقرر المساهمة في إنشاء جمعية الإسعاف المصرية سنة بالإسكندرية 1902، وقام باستيراد سيارة إسعاف من فرنسا، وتبرع بها لصالح الجمعية سنة 1916، وأيضًا بناء مستشفى خيري كبير بمدينة الإسكندرية، وأُسندت أعمال التخطيط المعماري للمستشفى للمهندس الفرنسي جون فالتير، بدأت أعمال البناء في 15 مايو 1932، وانتهت في 27 أغسطس 1938.
اُفتتح المستشفى رسميًا في 1 سبتمبر 1938، وأُطلق عليه "المستشفى اليوناني بالإسكندرية"، بلغت القدرة الاستيعابية للمستشفى وقت افتتاحه حوالي 250 سرير، وكان له دور في استقبال وعلاج الجنود اليونانيين المشاركين في الحرب العالمية الثانية، وظل المستشفى باسمه وإدارته اليونانية حتى تم تأميمه وتغيير اسمه إلى "مستشفى جمال عبد الناصر" سنة 1961، ثم انضم إلى الهيئة العامة للتأمين الصحي في أكتوبر 1964.

## الأقسام والتخصصات
يضم مستشفى جمال عبد الناصر العديد من التخصصات الطبية والأقسام وهي الطوارئ، العظام والعمود الفقري، القلب وجراحاته، الأنف والأذن، الرمد، الباطنة، الأورام، المخ والأعصاب وجراحاته، النفسية والعصبية، الغدد، الأمراض الوراثية، الجهاز الهضمي، الروماتيزم، أمراض الدم، الجراحة العامة، المسالك البولية وجراحاتها، الأشعة، والمعامل.

## معرض الصور

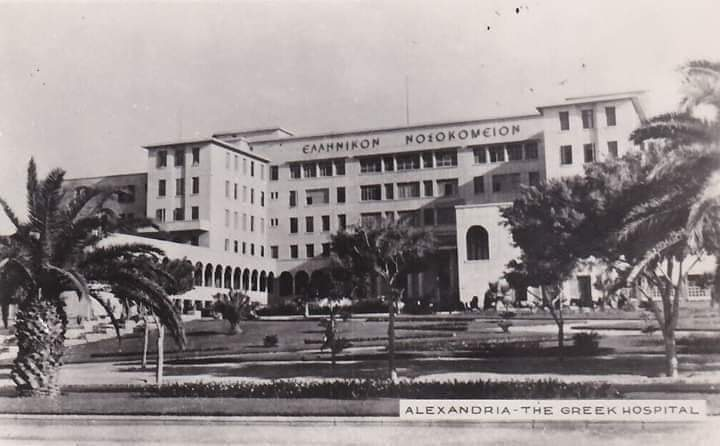
المستشفى سنة 1943
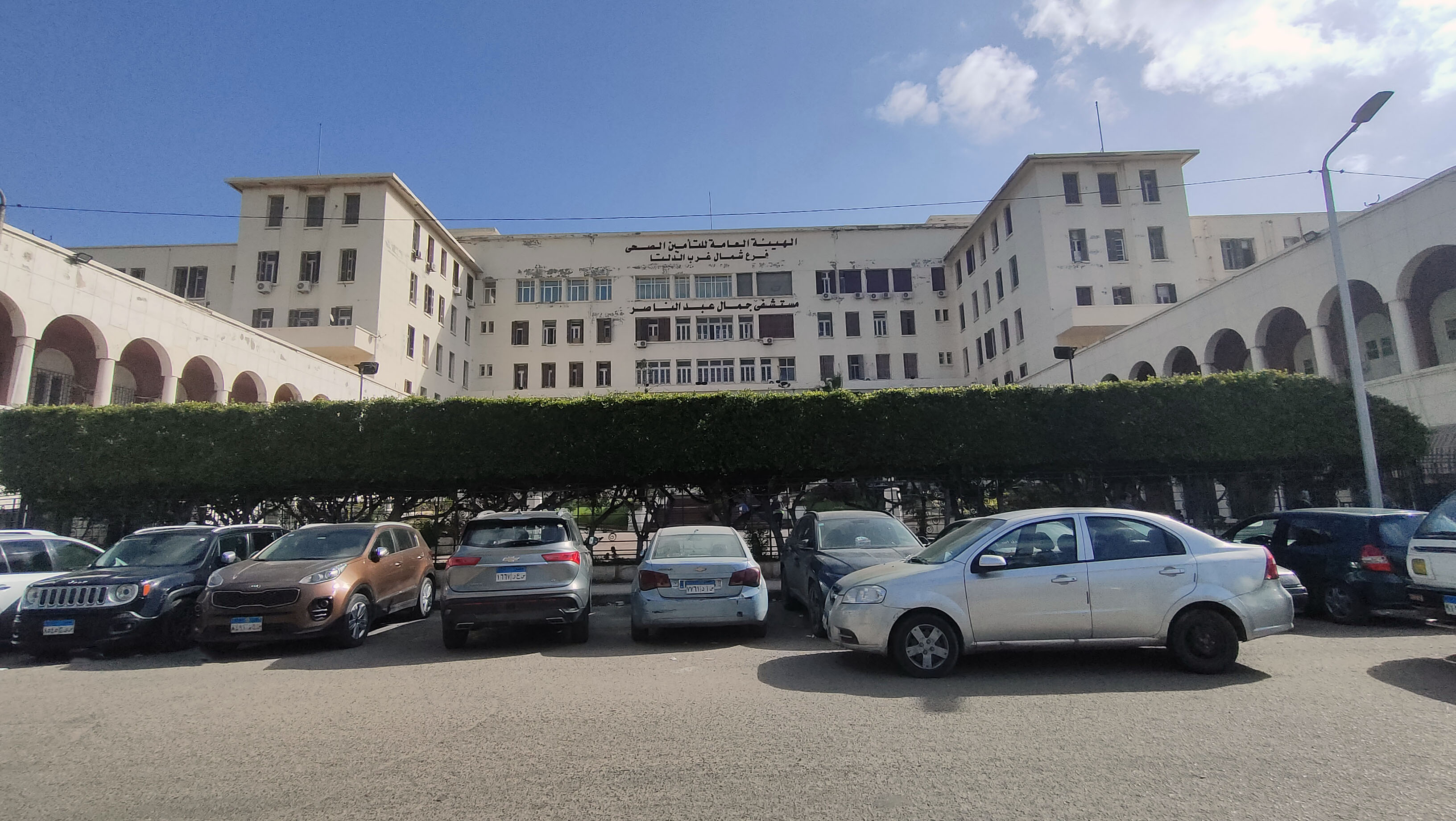
واجهة المستشفى
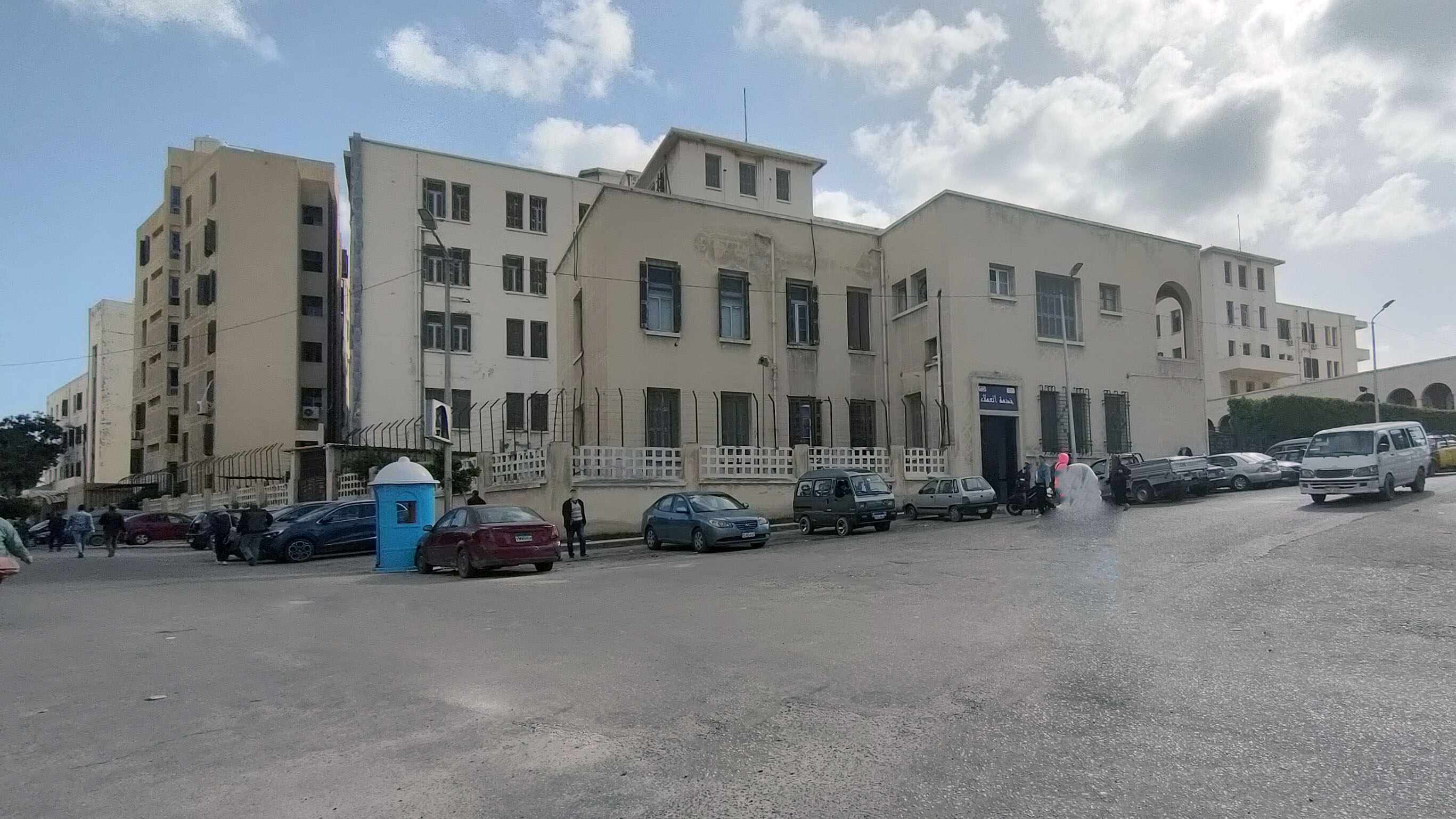
منظر جانبي

## وصلات خارجية
- الصفحة الرسمية للمستشفى على موقع فيس بوك.